# Logica formale e logica trascendentale
Logica formale e logica trascendentale (titolo originale: Formale und transzendentale Logik. Versucht einer Kritik der logischen Vernunft), noto in italiano anche come Logica formale e trascendentale, è un saggio del filosofo tedesco Edmund Husserl, pubblicato ad Halle nel 1929, nel decimo volume dello Jahrbuch für Philosophie und phänomenologische Forschung e, sempre nello stesso anno, in un volume autonomo presso l'editore Niemeyer.

## Contenuto
Logica formale e logica trascendentale rappresenta il tentativo di fondare (ma anche elaborare) la logica formale. Tale fondazione deve, per il filosofo moravo, poggiare sulla logica trascendentale, cioè su quell'aspetto più soggettivo della logica che consiste nella genesi dei giudizi dall'esperienza. Il metodo adoperato è quindi la fenomenologia pura dei "vissuti" del pensiero e della conoscenza.
L'idea di comporre questo testo nasce in Husserl dall'esigenza di restituire alla logica, intesa come disciplina filosofica, il suo ruolo di garante dei principi di tutte scienze nonché di espressione del "senso vero della scienza in generale", affidandole quindi il compito di unificare i saperi che il pensiero moderno e la necessità di specializzazione andavano disperdendo.